# Роза (символ)
Роза — популярный символ в виде стилизованного цветка.
Получил распространение в суфийской поэзии, где роза как Божество и предмет любви противопоставлялась соловью как душе. В исламе роза (араб. ورد‎, вард) символизировала святость и милосердие. Существует легенда, что имам Али перед смертью пожелал вдохнуть запах розы. Не исключено влияние этой семантики на образ пламенеющей розы в Божественной Комедии Данте (10 небо). К этому времени (XIII век) относится появление розы в Западной Европе, что, видимо связано, с крестовыми походами.
В западной христианской традиции роза являлась символом Богородицы, хотя в Библии роза практически не упоминается. В восточной христианской традиции символом Богородицы остается лилия. В средневековой Англии роза была символом конфликтующих аристократических семейств (Война Алой и Белой розы XV века), где Белая роза Йорков противостояла Алой розе Ланкастеров. После примирения этих семейств родился образ Розы Тюдоров.
В эпоху Реформации роза стала символом лютеранства (Роза Лютера). В конце советского периода появился фильм с характерным названием Чёрная роза — эмблема печали, красная роза — эмблема любви.
С 1880-х годов красная роза стала символом социализма. Это связано с её цветом: красный ассоциируется с социализмом по крайней мере с 1848 года. После французской революции 1848 года социалисты пытались сделать революционный красный флаг государственным. В итоге, однако, победа досталась республиканцам, и французский триколор остался официальным флагом страны.
- Значок Французской рабочей партии с изображением восходящего солнца, обрамлённого розовыми лепестками, 1893.
- Пятилепестковая белая Роза Лютера.
- Кулак и роза — символ, ставший эмблемой многих социал-демократических партий мира.